# 段正興
段 正興（だん せいこう）は、大理国の17代国王（後大理国としては第3代）。
宰相の高量成は甥の高寿貞に宰相の位を譲って楚雄城に隠棲した。高寿貞の死後、高寿昌が中国公に封ぜられた。1171年、段正興は子の段智興に譲位して出家した。